# Laudat
Laudat este un oraș din Dominica.